# Lucas Rossi
Lucas Rafael Rossi (* 2. Juni 1985 in Buenos Aires) ist ein argentinischer Hockeyspieler. 2016 war er mit der argentinischen Nationalmannschaft Olympiasieger und 2014 war er Weltmeisterschaftsdritter.

## Sportliche Karriere
Rossi gewann mit der argentinischen Mannschaft 2007 bei den Panamerikanischen Spielen in Rio de Janeiro die Silbermedaille hinter der kanadischen Mannschaft. Bei der Weltmeisterschaft 2010 in Neu-Delhi erreichten die Argentinier den siebten Platz. Im Jahr darauf bezwangen die Argentinier die kanadische Mannschaft im Finale der Panamerikanischen Spiele in Guadalajara. 2012 belegten die Argentinier den zehnten Platz bei den Olympischen Spielen in London.
2013 siegten die Argentinier bei den Südamerikameisterschaften, Lucas Rossi erzielte im Finale einen Treffer aus einer Strafecke heraus. Bei der Weltmeisterschaft 2014 in Den Haag belegten die Argentinier in ihrer Vorrundengruppe den zweiten Platz hinter den Niederländern. Nach einer Halbfinalniederlage gegen die Australier gewannen die Argentinier das Spiel um die Bronzemedaille gegen die englische Mannschaft durch zwei Tore von Matías Paredes mit 2:0. 2015 gewannen die Argentinier im Finale der Panamerikanischen Spiele in Toronto gegen die Kanadier mit 3:0. Bei den Olympischen Spielen in Rio de Janeiro belegten die Argentinier in ihrer Vorrundengruppe den dritten Platz hinter den Niederländern und den Deutschen. Im Viertelfinale bezwangen sie die spanische Mannschaft mit 2:1 und im Halbfinale besiegten sie die Deutschen mit 5:2. Im Finale gegen die belgische Mannschaft siegten die Argentinier mit 4:2 und waren damit Olympiasieger. Ende 2018 belegten die Argentinier bei der Weltmeisterschaft in Bhubaneswar den siebten Platz. Bei den Olympischen Spielen in Tokio schied die argentinische Mannschaft im Viertelfinale mit 1:3 gegen die Deutschen aus.
Insgesamt bestritt der Mittelfeldspieler Lucas Rossi über 200 Länderspiele für Argentinien. Er spielte beim Verein Banco Provincia in Vicente López. In der Olympiasiegermannschaft von 2016 standen mit Juan Manuel Vivaldi, Lucas Vila und Juan Martín López neben Lucas Rossi drei weitere Spieler des Vereins.